# Верхня порожниста вена
Верхня порожниста вена, скорочено ВПВ (лат. vena cava superior) — верхня з двох порожнистих вен, великих венозних стовбурів, які повертають позбавлену кисню кров з системи кровообігу до правого передсердя. Це вена великого діаметру (24 мм) та короткої довжини, яка отримує венозну кров із верхньої половини тіла, над діафрагмою. Венозний відтік з нижньої половини, нижче діафрагми, протікає через нижню порожнисту вену. ВПВ знаходиться у правій передній частині верхнього середостіння. Це типове місце для центрального венозного доступу через центральний венозний катетер, центральний катетер з периферичним доступом або медичний порт.

## Структура
Верхня порожниста вена утворена злиттям лівої та правої плечеголовних вен, які збирають кров з верхніх кінцівок, очей та шиї, за нижньою межею першого правого реберного хряща. Вона проходить вертикально вниз за першим міжребер'ям. Безпосередньо перед тим, як ВПВ проходить крізь фіброзний перикард навпроти другого правого реберного хряща, в неї впадає непарна вена. Після чого ВПВ закінчується у верхній задній частині венозного синусу у правому передсерді. Також відома як краніальна порожниста вена в інших тварин. Ніякий клапан не відділяє верхню порожнисту вену від правого передсердя.

## Клінічне значення
Синдром верхньої порожнистої вени — це часткове або повне стиснення верхньої порожнистої вени, як правило, в результаті злоякісних пухлин, таких як рак легенів, метастатичний рак або лімфома. Непрохідність може призвести до збільшення вен на голові та шиї, а також може спричинити задишку, кашель, біль у грудях та утруднення ковтання. Ознака Пембертона може бути позитивною. Пухлини, що викликають стиснення, можна лікувати хіміотерапією та/або променевою терапією, щоб зменшити їх дію, а також кортикостероїдами.
Жоден клапан не відділяє верхню порожнисту вену від правого передсердя. Як результат, скорочення (правого) передсердя та (правого) шлуночка проводяться у внутрішню яремну вену, тому їх можна спостерігати як тиск у яремній вені на поверхні грудино-ключично-соскоподібного м'яза.

## Додаткові зображення

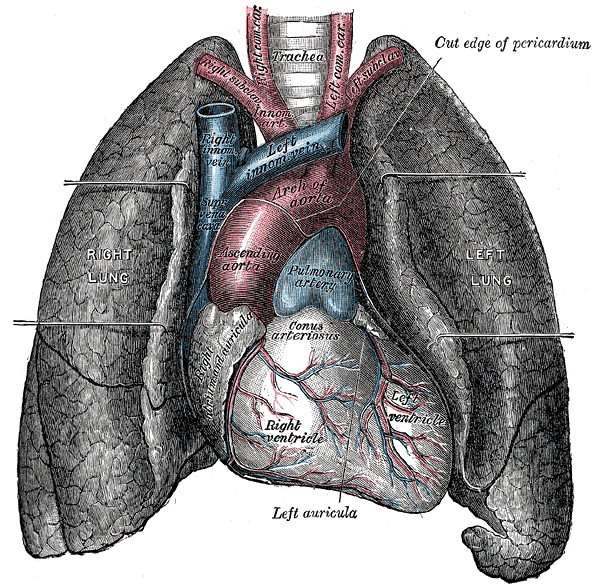
Грудна клітка, вид спереду, помітна верхня порожниста вена між серцем і легенями.
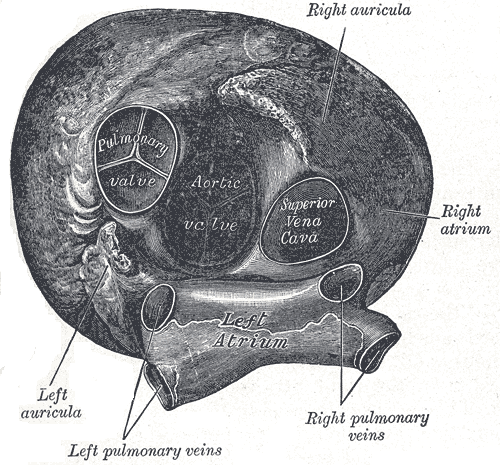
Серце, вид згори, праворуч видно безклапанний вхід верхньої порожнистої вени.
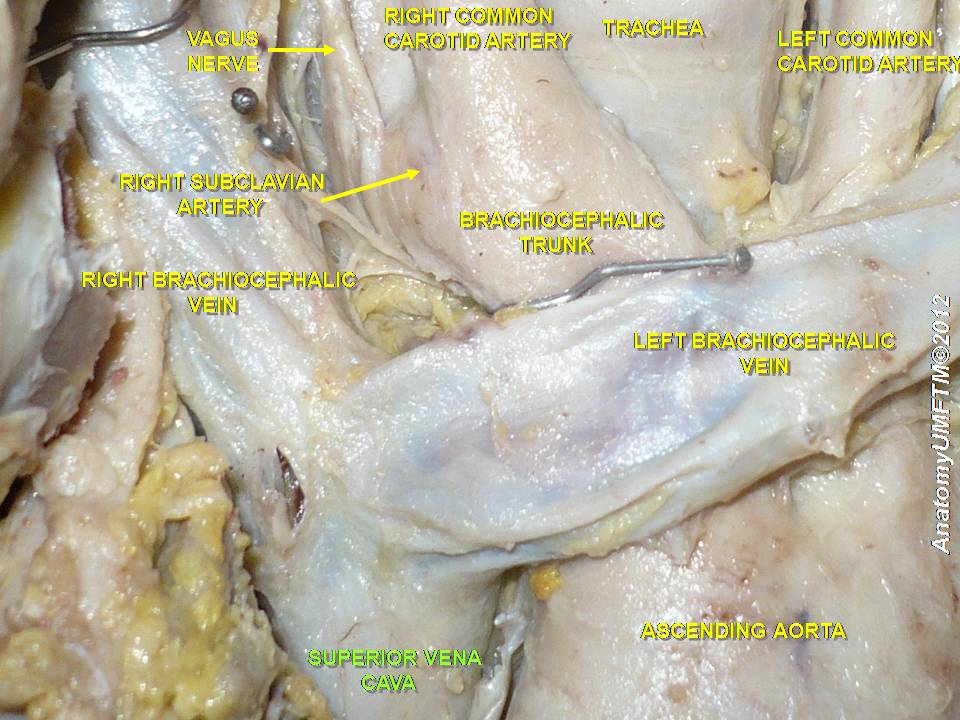
Верхня порожниста вена в трупних тканинах.
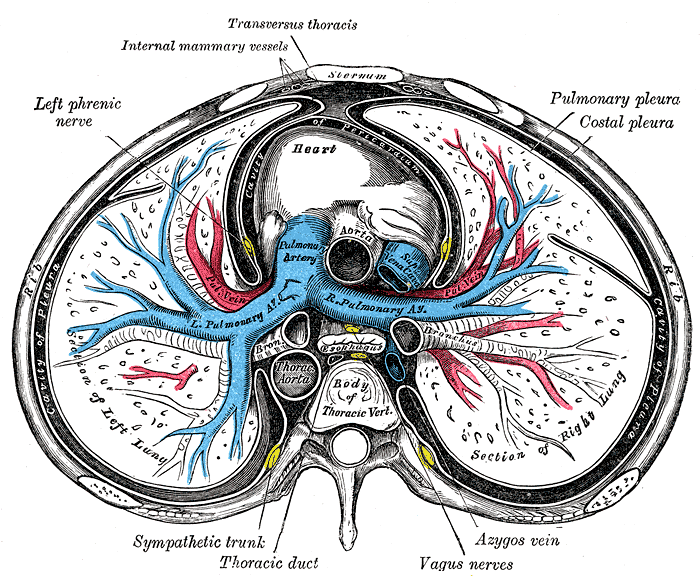
Поперечний зріз грудної клітки, що демонструє форму верхньої порожнистої вени.